# おもてなしの基礎英語
『おもてなしの基礎英語』（おもてなしのきそえいご）は、NHK Eテレで2018年4月2日から2020年3月26日まで放送されていた語学番組。略称は『モテキソ』。

## 概要
訪日外国人や在日外国人の質問に対応する力やおもてなしフレーズを学ぶ講座。スキットドラマという英語寸劇にてキーフレーズが出てきて、それについて使い方や応用の仕方の解説があり、最後に生徒が応用をする。スキットドラマは伏線や謎が多い。

## 講師
- 井上逸兵（慶應義塾大学教授）

## キャスト

### 2019年度
- 進行：ハリー杉山
- 生徒：中川翔子

スキットドラマ出演
- 結城飛鳥：時任勇気[2]
- オリビア：アマンダ・ブラウン[2]
- 卯月えみ：松本妃代[2]
- ニック：エリック・マルティネッリ[2]
- 占い師：小林亜美[3]
- 本田アキラ：山田定世[3]
- ピーター：ガイタノ・トタロ[2]
- 渡辺美弥子：高田里穂[2]

POP　IN
- リポーター：アダムス亜里咲

### 2018年度
- 生徒：三田寛子
- 生徒：向井慧（パンサー）

スキットドラマ出演
- 佐倉早苗：宮﨑香蓮
- 佐倉昌子：青山眉子
- マシュー：クリス・マッコームス
- ジュリア：パウラ・ベルヴァンゲル

## 放送時間
- 月曜日～木曜日 22:50 - 23:00
- 火曜日～金曜日 10:15 - 10:25（1日ごとに再放送）
- 月曜日深夜 1:00 - 1:40（前週1週間分をまとめて再放送）